# Norgesmesterskapet 1918
La Norgesmesterskapet 1918 di calcio fu la 17ª edizione del torneo. Terminò il 13 ottobre 1918, con la vittoria del Kvik Halden sul Brann per 4-0. Fu il primo titolo nella storia del club.

## Risultati

### Terzo turno
| Squadra 1   | Risultato      | Squadra 2   |
| ----------- | -------------- | ----------- |
| Mercantile  | 1 – 2 (d.t.s.) | Ørn         |
| Kvik Halden | 4 – 2 (d.t.s.) | Odd         |
| Sarpsborg   | 2 – 1          | Drammens    |
| Mjøndalen   | 0 – 5          | Lyn Oslo    |
| Gjøvik-Lyn  | 1 – 3          | Brann       |
| Aalesund    | 0 – 5          | Sverre      |
| Larvik Turn | 1 – 2          | Fram Larvik |
| Stavanger   | ? – ?          | Vidar       |

### Quarti di finale
| Squadra 1 | Risultato | Squadra 2   |
| --------- | --------- | ----------- |
| Sarpsborg | 2 – 5     | Kvik Halden |
| Ørn       | 4 – 1     | Fram Larvik |
| Brann     | 3 – 2     | Stavanger   |
| Lyn Oslo  | ? – ?     | Sverre      |

### Semifinali
| Squadra 1   | Risultato      | Squadra 2 |
| ----------- | -------------- | --------- |
| Brann       | 1 – 0          | Lyn Oslo  |
| Kvik Halden | 2 – 1 (d.t.s.) | Ørn       |

### Finale
| Arbitro: | Smedvik |

|                                                  |           |  |
| Helgesen 58’, 61’ (rig.) Andersen 71’ Flinth 89’ | Marcatori |  |

#### Formazioni
| Kvik Halden (2-3-5) |  |                  |
|                     |  |                  |
| POR                 |  | Ole Paulsen      |
| DIF                 |  | Johan Svendsen   |
| DIF                 |  | Otto Klein       |
| CEN                 |  | Ole Paulsbo      |
| CEN                 |  | Thomas Andresen  |
| CEN                 |  | Fritz Karlsen    |
| ATT                 |  | Peder Puck       |
| ATT                 |  | Alf Flinth       |
| ATT                 |  | Johnny Helgesen  |
| ATT                 |  | Arne Andersen    |
| ATT                 |  | Hartvig Olavesen |

| Brann (2-3-5) |  |                 |
|               |  |                 |
| POR           |  | Sigurd Wathne   |
| DIF           |  | Laurentius Eide |
| DIF           |  | John Johnsen    |
| CEN           |  | Alexander Olsen |
| CEN           |  | George Deans    |
| CEN           |  | Gerhard Gran    |
| ATT           |  | Johan Greve     |
| ATT           |  | Finn Berstad    |
| ATT           |  | Torkel Trædal   |
| ATT           |  | Alf Berstad     |
| ATT           |  | Odd Johnsen     |